# Coloradia lois
Coloradia lois är en fjärilsart som beskrevs av Dyar 1911. Coloradia lois ingår i släktet Coloradia och familjen påfågelsspinnare. Inga underarter finns listade i Catalogue of Life.